# George Venables-Vernon (1er baron Vernon)
George Venables-Vernon, 1er baron Vernon (9 février 1709 - 21 août 1780), est un homme politique britannique.

## Biographie

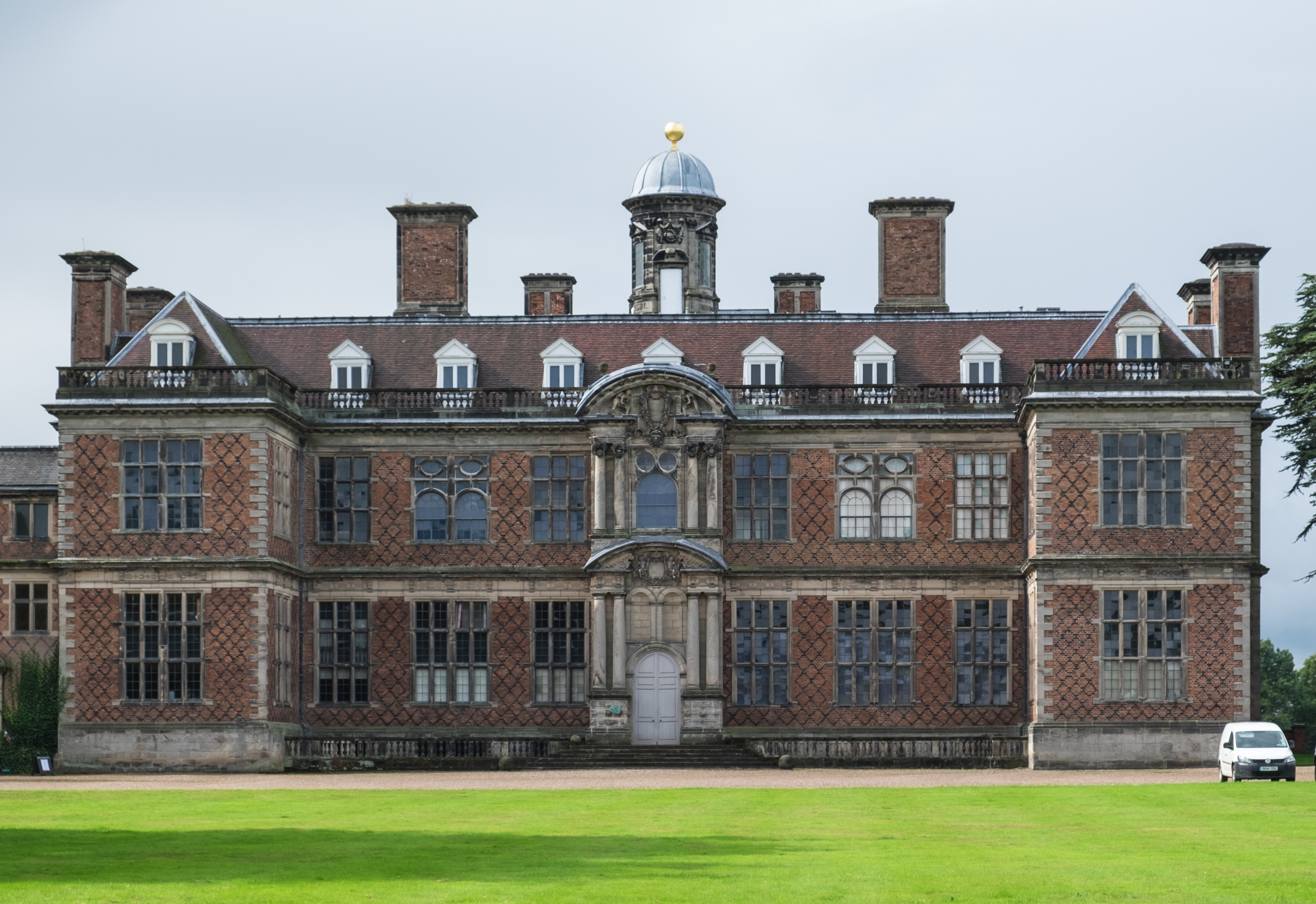
Sudbury Hall

Il est le fils de Henry Vernon, de Sudbury (Derbyshire), et de son épouse Anne, fille et héritière de Thomas Pigott, de son épouse Mary, sœur et héritière de Peter Venables, baron de Kinderton, dans le Cheshire. Son père meurt en 1719 et il quitte Sudbury Hall. En 1728, il prend sous licence royale le nom supplémentaire de Venables après avoir hérité de Peter Venables à Kinderton en 1715.
Il siège comme député de Lichfield de 1731 à 1747 et de Derby de 1754 à 1762. En 1762, il est élevé à la pairie sous le nom de Lord Vernon, baron de Kinderton, dans le comté de Chester.
Il vit à Sudbury Hall, l'une des plus belles demeures de l'époque restauration du pays, qui est maintenant un bâtiment classé au grade I.
Lord Vernon se marie trois fois et plusieurs de ses descendants se sont distingués. Il épouse d'abord Mary, fille de Thomas Howard, 6e baron Howard d'Effingham, en 1733. Après sa mort en 1740, il épouse en secondes noces Ann, fille de Thomas Lee, en 1741. Après sa mort l'année suivante, il épouse en troisièmes noces Martha, fille de Simon Harcourt, fils de Simon Harcourt (1er vicomte Harcourt), en 1744.
Lord Vernon décède en août 1780, à l'âge de 71 ans. Son fils, de son premier mariage, George Venables-Vernon (2e baron Vernon), lui succède dans la baronnie. Son deuxième fils de son troisième mariage, le très révérend Edward Venables-Vernon-Harcourt (qui prend le nom de famille de Harcourt) devient Archevêque d'York et est le grand-père de William Harcourt (homme politique) et l'arrière-grand-père de Lewis Harcourt (1er vicomte Harcourt). Lady Vernon est décédée en 1794.